# HD 141832
HD 141832，又名CD-2912030，SAO 183873、HR 5893，是一颗恒星，视星等为6.4，位于銀經343.36，銀緯18.46，其B1900.0坐标为赤經15h 46m 2.2s，赤緯-29° 18.46′ 59″。